# Hans Vogt (Heimatforscher)
Hans Vogt (* 15. Juni 1924 in Beckum; † 21. März 2015 in Krefeld) war ein deutscher Jurist und als Beigeordneter Teil der Leitung der Verwaltung der Stadt Krefeld. Nach seiner Pensionierung engagierte er sich insbesondere im Bereich der Heimatforschung.

## Leben
Hans Vogt wurde als erstes von 15 Kindern der Eltern Gertrud und Stephan Vogt im westfälischen Beckum geboren. Er besuchte das Albertus-Magnus-Gymnasium Beckum, wo er die mittlere Reife erwarb. Im Mai 1942 wurde er zur Marineschule Flensburg-Mürwik einberufen. 1944 beendete er die militärische und technische Ausbildung. 
Nach Kriegsende begann er eine Maurerlehre mit dem Ziel, Bauingenieur zu werden, die er jedoch nach wenigen Monaten abbrach, um in einem Sonderlehrgang anstelle des Reifevermerks das „ordentliche“ Abitur abzulegen. Kurz darauf erhielt er einen Studienplatz an der Westfälischen Wilhelms-Universität in Münster, wo er Jura studierte und zum Dr. iur. promovierte. In Münster stieg er danach zum Oberrechtsrat auf. 1962 zog er nach Krefeld, wo er zum Beigeordneten der Stadt gewählt und unter anderem Verwaltungschef der Bezirksverwaltung Uerdingen wurde.
Nach seiner Pensionierung im Jahr 1989 verwaltete er noch ein halbes Jahr das wenige Jahre zuvor von ihm übernommene Krefelder Kulturdezernat. Im Anschluss daran zog er für rund drei Jahre in die ehemalige DDR, um östlich von Berlin und im Spreewaldgebiet mehrere Landkreise beim kommunalen Neuaufbau zu beraten.

## Werke zur Heimatkunde
Nach seinem Ruhestand widmete sich Hans Vogt vermehrt dem Schreiben und veröffentlichte bis zu seinem Tod zahlreiche Fachbücher und Aufsätze zur Ortsgeschichte von Krefeld. Hinzu kamen Bücher über rheinische Geschichte sowie über Wind- und Wassermühlen. Gemeinsam mit Reinhard Feinendegen gab er im Auftrag der Stadt Krefeld zwischen 1998 und 2010 das Werk Krefeld, die Geschichte der Stadt in fünf Bänden heraus.
Für seine Beiträge erhielt er zahlreiche Auszeichnungen, darunter das Bundesverdienstkreuz, das Ehrenkreuz des DRK, ferner den Deutschen Mühlenpreis, den Benediktspreis der Stadt Mönchengladbach sowie den Niederrheinischen Literaturpreis.
Vogt war zudem Ehrenvorsitzender des Rheinischen Mühlenverbandes und des Vereins Niederrhein.

## Privates
Hans Vogt war verheiratet und Vater von 3 Kindern. Er verstarb am 21. März 2015, drei Monate vor seinem 91. Geburtstag.

## Werke
- Die rheinischen Windmühlen. Verein Niederrhein, Krefeld 2005, ISBN 978-3-9808235-1-7.
- Seidene Kugeln und fliegende Kisten: Eine Geschichte der Luftfahrt in Krefeld und am Niederrhein (Krefelder Studien). Hrsg. Stadt Krefeld, Krefeld 1993,  ISBN 978-3-9801610-8-4.
- Niederrheinischer Windmühlenführer. Hrsg. Verein Linker Niederrhein e.V. (VLN), Krefeld 1989, ISBN 978-3-00-002906-6.
- Niederrheinischer Wassermühlen-Führer. Verein Niederrhein, Krefeld 1988,  ISBN 978-3-00-002906-6.
- gem. m. Herbert Brenne: Krefeld im Luftkrieg: 1939 - 1945. Verlag Röhrscheid, Bonn 1986, ISBN 3-7928-00484-8, hbz
- zus. mit Reinhard Feinendegen (Hrsg.): Krefeld. Die Geschichte der Stadt. 5 Bände. Krefeld, 1998–2010